# Urocystis sorosporioides
Urocystis sorosporioides är en svampart som beskrevs av Körn. ex Fuckel 1876. Urocystis sorosporioides ingår i släktet Urocystis och familjen Urocystidaceae.   Inga underarter finns listade i Catalogue of Life.